# Аквафорт
Аквафорт (англ. Aquaforte) — містечко в Канаді, у провінції Ньюфаундленд і Лабрадор.

## Населення
За даними перепису 2016 року, містечко нараховувало 80 осіб, показавши скорочення на 3,6%, порівняно з 2011-м роком. Середня густина населення становила 11,7 осіб/км².
З офіційних мов обидвома одночасно не володів жоден з жителів, тільки англійською — 80.
Працездатне населення становило 64,3% усього населення, рівень безробіття — 33,3% (28,6% серед чоловіків та 0% серед жінок). 100% осіб були найманими працівниками, а 0% — самозайнятими.
35,7% мешканців мали закінчену шкільну освіту, не мали закінченої шкільної освіти — 35,7%, 35,7% мали післяшкільну освіту.
| Статево-вікова структура населення | Статево-вікова структура населення | Статево-вікова структура населення | Статево-вікова структура населення | Статево-вікова структура населення |
| ---------------------------------- | ---------------------------------- | ---------------------------------- | ---------------------------------- | ---------------------------------- |
|                                    |                                    |                                    |                                    |                                    |
| Всього                             | Всього                             | 50,0%                              |                                    |                                    |
| 0 — 14 років                       | 0 — 14 років                       |                                    | 6,3%                               | 6,3%                               |
| 15 — 64 років                      | 15 — 64 років                      |                                    | 56,3%                              | 56,3%                              |
| 65 і більше                        | 65 і більше                        |                                    | 37,5%                              | 37,5%                              |
| Середній вік (років)               | Середній вік (років)               | 56,756,8                           | 56,7                               | 56,7                               |
| Медіана (років)                    | Медіана (років)                    | 64,263,0                           | 63,8                               | 63,8                               |
| — чоловіки — жінки                 |                                    |                                    |                                    |                                    |

| Походження мешканців:     | Походження мешканців:     | Походження мешканців: | Походження мешканців: | Походження мешканців: |
| ------------------------- | ------------------------- | --------------------- | --------------------- | --------------------- |
| Походження                |                           |                       | осіб                  | %                     |
| Корінні американці        | Корінні американці        |                       | 0                     | 0%                    |
| Інше північноамериканське | Інше північноамериканське |                       | 45                    | 64.29%                |
| Європейське               | Європейське               |                       | 35                    | 50%                   |
| британське                | британське                |                       | 35                    | 50%                   |
| Латинськоамериканське     | Латинськоамериканське     |                       | 10                    | 14.29%                |

| Зайнятість населення за галузями (за класифікацією NOC): | Зайнятість населення за галузями (за класифікацією NOC): | Зайнятість населення за галузями (за класифікацією NOC): | Зайнятість населення за галузями (за класифікацією NOC): | Зайнятість населення за галузями (за класифікацією NOC): |
| -------------------------------------------------------- | -------------------------------------------------------- | -------------------------------------------------------- | -------------------------------------------------------- | -------------------------------------------------------- |
|                                                          |                                                          |                                                          |                                                          |                                                          |
| Охорона здоров'я                                         | Охорона здоров'я                                         |                                                          | 22,2%                                                    | 22,2%                                                    |
| Мистецтво, культура, відпочинок та спорт                 | Мистецтво, культура, відпочинок та спорт                 |                                                          | 22,2%                                                    | 22,2%                                                    |
| Роздрібна торгівля та послуги                            | Роздрібна торгівля та послуги                            |                                                          | 22,2%                                                    | 22,2%                                                    |
| Природні ресурси, сільське господарство                  | Природні ресурси, сільське господарство                  |                                                          | 33,3%                                                    | 33,3%                                                    |
| Виробництво                                              | Виробництво                                              |                                                          | 22,2%                                                    | 22,2%                                                    |

## Клімат
Середня річна температура становить 5,3°C, середня максимальна – 18,5°C, а середня мінімальна – -9,3°C. Середня річна кількість опадів – 1 602 мм.
| Клімат поселення                              | Клімат поселення | Клімат поселення | Клімат поселення | Клімат поселення | Клімат поселення | Клімат поселення | Клімат поселення | Клімат поселення | Клімат поселення | Клімат поселення | Клімат поселення | Клімат поселення | Клімат поселення |
| Показник                                      | Січ.             | Лют.             | Бер.             | Квіт.            | Трав.            | Черв.            | Лип.             | Серп.            | Вер.             | Жовт.            | Лист.            | Груд.            |                  |
| Середній максимум, °C                         | 0,95             | 0,52             | 3,16             | 7,37             | 11,80            | 15,84            | 18,08            | 18,52            | 15,80            | 11,21            | 6,97             | 2,45             |                  |
| Середня температура, °C                       | −3,94            | −4,38            | −1,74            | 2,48             | 6,89             | 10,94            | 14,85            | 15,28            | 12,57            | 7,96             | 3,76             | −0,78            |                  |
| Середній мінімум, °C                          | −8,85            | −9,27            | −6,62            | −2,42            | 2,00             | 6,03             | 11,62            | 12,05            | 9,35             | 4,75             | 0,50             | −4,01            |                  |
| Норма опадів, мм                              | 154              | 133              | 143              | 133              | 118              | 113              | 111              | 106              | 135              | 146              | 156              | 154              |                  |
| Середньомісячна швидкість вітру, м/с          | 8.63             | 7.72             | 7.29             | 6.68             | 5.90             | 5.39             | 5.20             | 5.28             | 5.96             | 6.88             | 7.59             | 8.36             |                  |
| Середньомісячна сонячна радіація, кДж/м²·день | 4093             | 6842             | 10669            | 13997            | 17180            | 19154            | 19227            | 16229            | 12251            | 7378             | 4333             | 3200             |                  |
| --------------------------------------------- | ---------------- | ---------------- | ---------------- | ---------------- | ---------------- | ---------------- | ---------------- | ---------------- | ---------------- | ---------------- | ---------------- | ---------------- | ---------------- |
| Джерело:                                      |                  |                  |                  |                  |                  |                  |                  |                  |                  |                  |                  |                  |                  |